# Adult Swim
Adult Swim (còn được viết là [adult swim] hay [as]) là một khung chương trình truyền hình dành cho người lớn của Mỹ, được phát sóng trên kênh Cartoon Network vào các khung giờ buổi tối, giờ vàng hoặc đêm khuya. Khung chương trình này có các loạt phim hoạt hình và người thật với đa dạng thể loại hướng tới đối tượng khán giả là người trưởng thành. Nội dung của khối này bao gồm các chương trình do chính nhà đài sản xuất, thường là phim hài, phim hành động, phim dài tập hoặc phim ngắn với nội dung được biên tập ít hoặc không được biên tập. Adult Swim được điều hành bởi William Street, một công ty con của Warner Bros. Television Studios.
Ra mắt vào 2 tháng 9 năm 2001, Adult Swim thường phát sóng các bộ hoạt hình sitcom, phim hoạt hình cho người lớn, phim châm biếm, phim tài liệu giả, phim hài tiểu phẩm và các tập phim chiếu thử. Adult Swim cũng đã kí hợp đồng với nhiều hãng phim nổi tiếng với các sản phẩm hài phi lý và gây sốc. Kể từ tháng 5 năm 2012, Adult Swim còn phát sóng anime và phim hành động của Mỹ. Adult Swim có một nhánh nhỏ làm về trò chơi điện tử có tên là Adult Swim Games, nơi đã phát hành các trò chơi độc lập dựa trên chương trình gốc của đài vào năm 2011.
Ban đầu, Adult Swim chỉ được phát sóng vào đêm khuya. Đến năm 2008, chương trình bắt đầu mở rộng sang khung giờ vàng và chuyển thời gian phát sóng sang 8 giờ tối theo giờ ET/PT vào năm 2014. Để có thể khai thác lượng khán giả người trưởng thành vào ban ngày, Adult Swim đã đẩy giờ chiếu lên 7 giờ tối các ngày trong tuần và thứ bảy kể từ tháng 5 năm 2023. Sau khi ghi nhận những thành công từ sự thay đổi này, ngày 28 tháng 8 năm 2023, Adult Swim đã đẩy thời gian chiếu lên 5 giờ chiều, vượt qua cả Cartoon Network về thời lượng lên sóng hàng ngày.

## Lịch sử

### Thành lập và gây dựng (1994 – 2001)
Mike Lazzo, người phục trách chính đầu tiên của Cartoon Network, đã tạo ra Adult Swim. Khung chương trình này được thành lập nhờ những nỗ lực trước đây của Cartoon Network trong việc thu hút những khán giả trưởng thành, do một phần ba khán giả lúc này của kênh là người lớn, những người có thể xem kênh sau 11 giờ tối. Kênh truyền hình này đã thử nghiệm bằng cách chiếu các tuyển tập kinh điển ngắn không che vào khung giờ đêm khuya, chẳng hạn như: ToonHeads, The Bob Clampett Show, The Tex Avery Show, Late Night Black and White, O Canada. Một khung khác, "Midnight Run" của Toonami, đã phát sóng các chương trình hành động liền mạch với các chỉnh sửa tối thiểu.
Cartoon Network đã dự định ra mắt khung hoạt hình dành cho người lớn vào ngày 1 tháng 4 năm 2001, nhưng đã bị trì hoãn. Vào tháng 6 năm 2001, TV Guide đã có một cuộc phỏng vấn với cựu chủ tịch của Cartoon Network, Betty Cohen. Trong cuộc phỏng vấn này, bà đã tuyên bố rằng có một khung chương trình mới sẽ ra mắt vào tháng 9 dành cho tệp đối tượng là người trưởng thành. Vào ngày 21 tháng 7 năm 2001, hội thảo Space Ghost Coast to Coast được tổ chức tại San Diego Comic-Con đã có một trò đố vui mà trong đó phần thưởng dành cho người thắng cuộc là một chiếc CD có những bản nhạc nền của các chương trình sắp được phát trên Adult Swim. Tất cả những người tham gia đều sẽ nhận được chiếc áo phông Adult Swim miễn phí được đóng gói như một bộ cứu thương của nhân viên cứu hộ bờ biển.
Cũng tại sự kiện đó, khán giả cũng được xem qua những đoạn phim ngắn về các chương trình sắp tới và họ được tham gia một buổi biểu quyết, để chọn ra một chương trình mà họ muốn xem như là một suất chiếm sớm. Harvey Birdman, Attorney at Law là bộ phim có nhiều phiếu bình chọn nhất và đã được phát tập thử nghiệm. Vào ngày 12 tháng 8 cùng năm, đoạn quảng cáo thương mại đầu tiên về khung mới đã được phát trên Cartoon Network. Ngày 31 tháng 8, trang adultswim.com chính thức ra mắt.

### 2001 – 2003

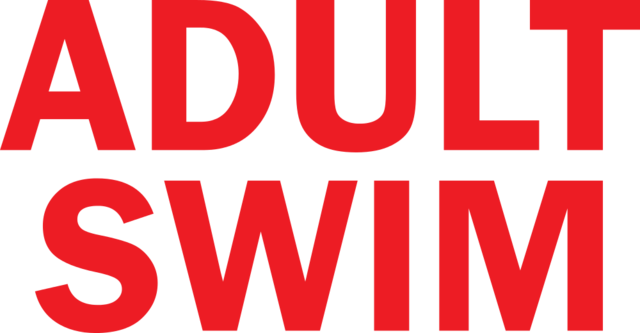
Logo đầu tiên của Adult Swim, được sử dụng từ 2 tháng 9 năm 2001 đến 23 tháng 2 năm 2002

Adult Swim được chính thức khởi chạy vào ngày 2 tháng 9 năm 2001 lúc 10 giờ tối theo giờ miền Đông, với sự lên sóng lần đầu tiên của Home Movies, tập "Director's Cut". Các đoạn giới thiệu đầu tiên của Adult Swim thường có hình ảnh một số người già đang bơi tại những bể bơi công cộng, làm một số hoạt động như ăn uống, tập thể dục và làm các hoạt động ở bể bơi. Xung quanh bể bơi cũng có những biển hiệu nói về những thứ như "Warning Potential Violence" (Cảnh báo bạo lực), "Warning Strong Language in use" (Cảnh báo có từ ngữ bạo lực), "Caution Sexual Innuendo" (Cẩn thận có liên quan tình dục), "Caution Limited Animation" (Cẩn trọng phim hoạt hình giới hạn),  "No Diving" (Không được lặn), "No Kids" (Không trẻ con), "Warning Adult Situations" (Cảnh báo cảnh người lớn) và nhiều hơn thế nữa. Một số nội dung của các biển hiệu cũng được phát dưới dạng khẩu hiệu được nhân viên cứu hộ nói qua một chiếc loa. Và một trong những thứ dễ nhận biết nhất, anh ấy sẽ gào lên trong loa rằng "All kids out of the pool!" (Lũ trẻ con tránh hết khỏi bể bơi!). Logo của khung này là cụm từ Adult Swim được viết hoa toàn bộ (một số phiên bản khác có thể thấy là toàn bộ chữ được chuyển thành màu đỏ hoặc vàng kèm theo hiệu ứng nhòe), thường được hiện lên sau một khung hình tĩnh của đoạn giới thiệu. Nhạc nển đầu tiên của khung chương trình có tiêu đề là "D-Code", đây là một bản phối lại của bản "Mambo Gallego" được thực hiện bởi nhạc sĩ người Melbourne, Dust Devil; bản gốc đã được thực hiện bởi nghệ sĩ nhạc jazz người Latin Tito Puente Sr.
Một số đoạn giới thiệu của khung chương trình có thể có những nhân vật hoạt hình của các bộ phim đang được phát sóng lúc đó, cùng với đó là những quảng cáo của các nhãn hàng cũng xuất hiện và có cả những đoạn quảng cáo cho những bộ phim sắp khởi chiếu. Do ảnh hưởng từ sự kiện 11 tháng 9, các tập của Harvey Birdman, Attorney at Law, Cowboy Bebop, và Aqua Teen Hunger Force đã phải lùi lịch chiếu. Vào mùa đông 2001, một đĩa CD miễn phí đã được phát cho những người đã mua tạp chí Hitch số 28 và điều tương tự với số 29.
Vào ngày 23 tháng 2 năm 2002, một khung mới được ra mắt vào khung giờ tối thứ Bảy với tên gọi là Adult Swim Action, với đa dạng anime được phát từ 11 giờ tối đến 2 giờ sáng theo múi giờ miền Đông. Do đó, các chương trình trên khung đã bị chia thành Adult Swim Action và Adult Swim Comedy. Adult Swim Comedy được phát sóng trên khung giờ từ 10 giờ tối chủ nhật đến 1 giờ sáng. Hai ngày trước, vào ngày 21 tháng 2, Adult Swim đã dừng phát sóng trên khung giờ tối thứ năm. Vào ngày 15 tháng 6 năm 2002, Adult Swim đã tổ chức cuộc thi đầu tiên có tên gọi là "Adult Swim Happiness Sweepstakes" với người chiến thắng sẽ được nhận một chai xịt phòng Master Shake.
Trong những năm này, Adult Swim giống như một nơi cho những bộ phim bị hủy trước hạn được phép công chiếu, với những phim như Home Movies, Baby Blues, Mission Hill, The Oblongs, The Ripping Friends, Futurama, Family Guys và God, the Devil and Bob, cũng như một số tập phim bị hủy bỏ của các phim đó. Adult Swim đã có được quyền phát sóng độc quyền Futurama vào tháng 9 năm 2002 với số tiền được báo cáo là 10 triệu USD, loạt phim đã được lên sóng toàn bộ vào ngày 12 tháng 1 năm 2003. Ngày 20 tháng 4 cùng năm, Family Guys đã được lên sóng với tập phim đầu tiên được chiếu trên khung là tập "Brian in Love" và nó đã ngay lập tức trở thành chương trình được đánh giá cao nhất của khung, thống trị lượt xem trong khung giờ đêm khuya.
Vào đêm giao thừa năm 2002, Brak từ The Brak Show và Carl Brutananadilewski từ Aqua Teen Hunger Force đã chủ trì một chương trình đặc biệt vào đêm giao thừa từ 11 giờ tối đến 3 giờ sáng. Đây là lần đầu tiên Adult Swim phát sóng vào thứ Ba.
Bắt đầu từ ngày 12 tháng 1 năm 2003, Adult Swim đã hủy khung giờ tối thứ Bảy và chuyển sang phát năm đêm một tuần từ chủ nhật đến thứ năm, từ 11 giờ tối đến 1 giờ sáng. Vào ngày 9 tháng 2 năm 2003, kênh truyền hình TNT đã phát sóng sự kiện "Adult Swim All Star Extravaganza" sau khi truyền hình một trận của NBA All-Star 2003. Đây là một sự kiện quảng bá của Adult Swim đến với đông đảo khán giả hơn; Jim Samples, tổng giám đốc kiêm phó chủ tịch điều hành Cartoon Network lúc bấy giờ, đã nhận xét rằng:"Nếu như các bạn thích Shaq, bạn hẳn sẽ thích Brak."

### 2003 – 2012
Vào ngày 5 tháng 10 năm 2003, Adult Swim bắt đầu mở rộng thời lượng phát sóng từ 11 giờ đêm đến 5 giờ sáng theo giờ miền Đông nước Mỹ. Vào ngày 26 tháng 10, nhân vật bố của Brak từ The Brak Show đã làm nhân vật chính trong một buổi trình diễn với chủ đề Halloween. Cùng đêm hôm ấy, đội ngũ Adult Swim còn tổ chức một bữa tiệc và phát sóng trực tiếp trên website của mình. Theo kế hoạch ban đầu, tập cuối của The Big O mang tên “The Show Must Go On” sẽ được phát sóng cùng đêm, nhưng sau đó đã được dời lại sang thứ bảy ngày 2 tháng 11, thay thế vị trí vốn dành cho tập Family Guy chưa từng lên sóng – “When You Wish Upon a Weinstein”, sau đó tập này được lùi sang ngày 9 tháng 11. Khi The Big O chính thức được chiếu vào ngày 2 tháng 11, Adult Swim lại bất ngờ phát sóng một tập cũ có tên “Stripes” nhưng sau đó họ nói rằng đây là một trò đùa trước khi phát đúng tập.
Adult Swim cũng có thêm một màn chào đón năm mới bằng một chương trình đếm ngược với sự xuất hiện của dàn nhân vật quen thuộc tại  nối cảnh nhà của Brak. Tuy nhiên, đêm đó cũng đánh dấu việc The Brak Show chính thức bị khai tử. Sau đó, vào ngày 15 tháng 6 năm 2004, Adult Swim ra mắt dịch vụ video theo yêu cầu. Vào ngày 19 tháng 7, họ phát động một chiêu trò quảng cáo có tên là "Free Hockey Chicken" (Giải cứu chú gà Hockey), kêu gọi một triệu lượt truy cập trang web. Trong chiến dịch này, một nhân viên mặc đồ gà đứng trước webcam và cam kết không rời khỏi vị trí cho đến khi mục tiêu được đạt được. Cũng trong năm ấy, Adult Swim tổ chức một cuộc bầu chọn thú vị "Flying Shark or a Flying Crocodile" (Cá Mập bay hoặc Cá Sấu bay) để khán giả chọn ra kẻ chiến thắng.
Sang ngày 28 tháng 3 năm 2005, trụ sở của Turner Broadcasting System tại Atlanta chính thức ghi nhận số liệu xếp hạng Nielsen của Adult Swim như một khối riêng biệt, độc lập với Cartoon Network, nhằm phục vụ mục đích nghiên cứu. Adult Swim cũng đã tập trung quảng bá đến sinh viên đại học và những người trẻ từ 20 đến 30 tuổi. Theo tạp chí Promo số ra ngày 1 tháng 9 năm 2004, đội ngũ của họ đã ghé thăm 30 trường đại học khắp nước Mỹ, phát tờ rơi và poster để sinh viên treo trong ký túc xá. Adult Swim đã đưa khung phát sóng tối thứ Bảy trở lại kể từ ngày 17 tháng 4 năm 2004, khiến tối thứ Sáu trở thành ngày duy nhất không có chương trình của họ. Đến ngày 28 tháng 3 năm 2005, thời gian phát sóng kéo dài đến 6 giờ sáng. Vào ngày 2 tháng 10 cùng năm, họ đã chỉnh lại khung giờ tối Chủ Nhật lên 10 giờ tối, trong khi các ngày còn lại vẫn giữ nguyên khung phát sóng từ 11 giờ tối.
Adult Swim đã đóng vai trò quan trọng trong việc đưa Family Guy trở lại màn ảnh. Nhờ sự ủng hộ mạnh mẽ của khán giả trong việc chiếu lại, họ đã từng chiếu tập “When You Wish Upon a Weinstein”, một tập từng bị Fox cấm sóng, vào năm 2003. Ngày 21 tháng 9 cùng năm, Seth MacFarlane, “cha đẻ” của Family Guy, đã góp giọng trong tập “Super Trivia” của Aqua Teen Hunger Force. Từ ngày 26 đến 29 tháng 7 năm 2004, Adult Swim tổ chức “Tuần lễ Seth MacFarlane”, chiếu liên tục các tập Family Guy tuyển chọn với Seth làm chủ trì. Đến ngày 29 tháng 3 năm 2004, chưa đầy một năm sau khi phát lại, Fox quyết định hồi sinh Family Guy với mùa thứ tư. Adult Swim sau đó tuyên bố: “Việc đưa Family Guy vào khung giờ Adult Swim đã giúp chương trình này trở thành hiện tượng văn hóa giới trẻ.”
Tương tự, Futurama cũng được tái sản xuất vào năm 2007 trên Comedy Central sau khi được phát lại trên truyền hình thu được lượng lớn khán giả, cũng như doanh số bán DVD tăng vọt. Vào năm 2006, 20th Century Fox ký hợp đồng sản xuất bốn phim hoạt hình được phát hành dưới dạng kĩ thuật số dựa trên Futurama. Và đến năm 2010, loạt phim được đưa trở lại theo thời lượng 30 phút mỗi tập như thông thường trên Comedy Central. Trong một cuộc phỏng vấn, Matt Groening, cha đẻ Futurama, đã nói rằng Fox nhận ra tiềm năng từ việc loạt phim này sau thành công trên Adult Swim và quốc tế. Trước khi mất quyền phát lại, Adult Swim đã tổ chức một tuần chiếu liên tục từ ngày 26 đến 30 tháng 12 năm 2007, kết thúc bằng lần phát sóng cuối cùng vào ngày 31 tháng 12.
Đêm giao thừa năm 2005, Adult Swim đã tổ chức chương trình đếm ngược với dàn nhân vật quen thuộc của họ. Từ ngày 27 tháng 3 năm 2006, khung giờ lên sóng trong tuần bắt đầu sớm hơn từ 10 giờ 30 phút tối. Đến năm 2007, họ thông báo mở rộng lịch chiếu lên cả bảy ngày trong tuần, bao gồm cả tối thứ Sáu từ ngày 6 tháng 7. Ngày 29 tháng 12 năm 2008, giờ phát sóng được chuyển về 10 giờ mỗi tối và King of the Hill bắt đầu được phát lại từ ngày 1 tháng 1 năm 2009. Cuối cùng, vào ngày 27 tháng 12 năm 2010, Adult Swim tiếp tục đẩy sớm giờ phát sóng lên 9 giờ tối, nâng tổng thời lượng mỗi ngày lên chín tiếng đồng hồ.

### 2012 – 2019
Vào ngày 1 tháng 4 năm 2012, trong chuỗi hoạt động ngày cá tháng tư hàng năm của khung, họ đã mang trở lại Toonami, một khung khác của Cartoon Network chủ yếu phát sóng anime và phim hoạt hình hành động. Tuy nhiên, sau khi nhận được sự phản hồi tích cực từ phía khán giả, Toonami đã được mang trở lại như một sản phẩm mới trên khung hành động tối thứ bảy của Adult Swim vào ngày 26 tháng 5 cùng năm. Trong năm 2013, từ ngày 11 tháng 11 đến ngày 29 tháng 12, Cartoon Network đã giành lại được một phần nhỏ thời lượng phát sóng vào 9 giờ tối, rút ngắn thời gian phát sóng của khung Adult Swim lại 8 tiếng mỗi ngày.
Ngày 31 tháng 3 năm 2014, Adult Swim đã bắt đầu phát sóng từ khung giờ 8 giờ tối, điều này đã mở rộng thời lượng phát sóng mỗi ngày của khung lên 10 tiếng. Từ năm 2015 đến năm 2022, ngoại trừ năm 2017, Cartoon Network sẽ lấy lại khung phát sóng 8 giờ tối bất kì khi nào trong khoảng cuối tháng 9 và cuối tháng 12.
Vào năm 2015, Adult Swim đã phát sóng chương trình Virtual Brainload mang đến cho khán giả những trải nghiệm thực tế ảo đầu tiên trên sóng truyền hình.
Ngày 7 tháng 5 năm 2015, có báo cáo cho rằng Adult Swim đã mua một tập phim chiếu thử chưa có tiêu đề của Million Dollar Extreme, tập phim này có nội dung được mô tả là: khắc hoạ thế giới ác mộng của hậu tận thế ngày nay. Dựa trên tập phim này, họ nói rằng sẽ có một bộ phim nhiều tập được làm bởi chính MDE dưới tiêu đề World Peace vào ngày 3 tháng 3 năm 2016. Bộ phim này sẽ được chiếu 10 phút mỗi tập theo định dạng truyền thống của Adult Swim với mùa đầu tiên. Mặc dù bộ phim sẽ không đề cập đến các chủ đề chính trị nhưng trên mạng xã hội Twitter của người đồng sáng lập MDE, Sam Hyde, lại chứa các nội dung về alt-right. Nhà báo Joseph Bernstein của BuzzFeed News đã viết rằng có một nguồn tin cho rằng ban kiểm duyệt nội dung của Adult Swim đã nhiều lần phải xoá những thông điệp chính trị và phân biệt chủng tộc ẩn trong phim; cùng với đó, nhà sáng tạo phim của Adult Swim, Brett Gelman đã lên án bộ phim và nói rằng đây là "một công cụ của sự hận thù". Ngày 5 tháng 12 năm 2016, Adult Swim thông báo rằng bộ phim sẽ không có mùa thứ hai. Khi được hỏi về việc huỷ mùa hai, Sam Hyde đã trả lời rằng giám đốc điều hành của Adult Swim đã bày tỏ sự quan tâm đến việc tiếp tục phát sóng mùa hai của chương trình nhưng Turner Broadcasting đã quyết định huỷ bỏ.
Ngày 28 tháng 9 năm 2017, Pete Smith, một nhà sản xuất phim thâm niên tại Adult Swim và là đồng sáng tạo của The Brak Show đã nghỉ hưu. Vào tối hôm đó, Adult Swim đã chiếu một loạt tập phim kéo dài cả đêm về Bob's Burger và The Brak Show với những đoạn quảng cáo và giới thiệu được thực hiện bởi Pete để vinh danh sự nghiệp của ông ấy. Sự kiện này đã biến thành một sự kiện thường niên, với thời lượng thường kéo dài từ 1 tiếng đến 10 tiếng. Các sự kiện sau này cũng được thêm các phim mới được sản xuất, với các chương trình tới từ Cartoon Planet mà Pete đã viết kịch bản và các tập phim Squidbillies mà Pete có lồng tiếng cho nhân vật Boyd.
Năm 2018, Adult Swim bắt đầu mất quyền phát sóng đối với nhiều loạt phim hoạt hình của 20th Television; trong đó, King of the Hill và The Cleveland Show đã được Comedy Central mua lại quyền phát sóng trong cùng năm. Vào ngày 8 tháng 4 năm 2019, có thông báo rằng FXX sẽ mua lại quyền phát sóng từ phần 16 trở đi của Family Guy (quyền này được chia sẻ với các nền tảng liên kết FX và Freeform) và từ phần 9 trở đi của Bob's Burger, với các quyền phát sóng vẫn còn trên Adult Swim và nền tảng liên kết TBS ban đầu được lên kế hoạch chuyển sang các nền tảng liên kết thuộc  sở hữu của Disney cho những năm tiếp theo.
Vào ngày 4 tháng 3 năm 2019, AT&T đã đóng cửa hệ thống Turner Broadcasting System. Các hệ thống Cartoon Network, Adult Swim, Boomerang và Turner Classic Movies đã được chuyển đến dưới quyền của Warner Bros. và hoạt động dưới cái tên mới Warner Bros. Kids, Young Adults and Classics (hay KYAC). Mặc dù AT&T không nêu cụ thể thời gian hiệu lực cho những thay đổi này, nhưng WarnerMedia đã bắt đầu xoá bỏ mọi thông tin liên quan đến Turner trong truyền thông của công ty, đồng thời họ cũng gọi bộ phận này là "các bộ phận của WarnerMedia".